# Alkemins eviga eld
Alkemins eviga eld är en deckarroman från 2011 av den svenska författaren Anna Jansson. Boken ingår i Maria Wern-serien.